# Tommy Boy
Tommy Boy es una película estadounidense del género de comedia estrenada en 1995 dirigida por Peter Segal, escrita por Bonnie y Terry Turner, producida por Lorne Michaels y protagonizada por exmiembros de Saturday Night Live y amigos cercanos Chris Farley y David Spade. Este fue el primer trabajo de dos que tuvo el dúo en la pantalla grande, siendo el otro largometraje Oveja negra, estrenado en 1996. La película fue rodada principalmente en Toronto y Los Ángeles bajo el título «Rocky Road». El film narra la historia de un hombre social, emocionalmente inmaduro y bastante inepto (Farley), que aprende lecciones sobre la amistad y la autoestima tras la muerte repentina de su padre quien es dueño de una empresa. La película tuvo cierto éxito a nivel comercial, pero recibió revisiones mixtas por parte de los críticos. Sin embargo, con el paso de los años desde su estreno en cartelera, Tommy Boy se ha convertido en una película de culto debido a su gran éxito en las ventas de alquiler en el formato de videocinta y DVD. Por sus respectivas actuaciones en esta película, Farley y Spade fueron nominados a los MTV Movie Awards de 1996 en la categoría de mejor dúo en pantalla, galardón que finalmente consiguieron. Por el contrario Bo Derek fue nominada a los Premios Golden Raspberry de 1995 en la categoría de peor actriz de reparto, premio que al final perdería ante Madonna por su actuación en la película Four Rooms de Quentin Tarantino, Robert Rodriguez, Alexandre Rockwell y Allison Anders.

## Trama
Después de siete años en la universidad, Thomas R. «Tommy» Callahan III (Chris Farley) apenas se gradúa de la universidad de Marquette y vuelve a su ciudad natal de Sandusky, Ohio. Su padre, el empresario y viudo Thomas R. «Big Tom» Callahan, Jr. (Brian Dennehy), quien es el jefe de la empresa de venta de repuestos de automóviles «Callahan Auto», le da un trabajo de ejecutivo a su retoño, esto pese a la reticencia que genera las aptitudes del recién graduado hacia el resto de los empleados de la fábrica (Tommy tiene la reputación de no ser el tipo más inteligente). Además del nuevo trabajo y oficina, Big Tom revela que planea casarse con Beverly Barrish-Burns (Bo Derek), una mujer que había conocido en un campamento para bajar de peso, y que su hijo Paul (Rob Lowe) se convertirá en el nuevo hermanastro de Tommy. Posteriormente en plena celebración post-boda, Big Tom muere repentinamente de un ataque al corazón mientras cantaba con su hijo. Después del funeral, dudando del futuro de la compañía sin Big Tom, el banco renuncia a las promesas de un préstamo para una nueva división y busca el pago inmediato de las deudas de Callahan Auto. Ray Zalinsky (Dan Aykroyd), propietario y operador de la compañía rival de piezas de automóviles «Zalinsky Auto Parts» en Chicago, ofrece comprar la empresa de la familia Callahan mientras las acciones de la compañía aún son altas, pero Tommy sugiere un acuerdo: Él le cede al banco sus acciones heredadas y su casa a cambio de obtener el préstamo para salvar la compañía de la triste situación y así pueda pagar las deudas morosas de su progenitor. El banco está de acuerdo en el trato, pero también quieren que la compañía demuestre que todavía tiene viabilidad y solvencia económica vendiendo 500 000 repuestos de freno de automóviles. Si fracasan, el banco los declarará bancarrota, pero si lo consiguen, el banco respaldará la empresa de ventas de repuesto de Big Tom. Tommy se ofrece voluntariamente para ir a un viaje de ventas a través del país con el asistente canciller y protegido de su padre, Richard Hayden (David Spade), un conocido de la infancia que tiene una relación particularmente antagónica con Tommy.
Mientras tanto, Beverly y Paul se muestran besándose románticamente revelando que no son madre e hijo, sino que más bien ella y el estaban casados y que planeaban utilizar el casamiento entre Beverly y Big Tom con el fin de estafar a la familia Callahan. Paul piensa que la inesperada muerte de Big Tom es ideal, ya que su plan original era finalmente conseguir el divorcio de Big Tom y tomar la mitad de su propiedad, pero Beverly piensa que están en problemas, esto sobre la base de que Big Tom le dejó sólo un interés mayoritario en Callahan Auto, que puede evaporarse debido a la situación financiera de la misma. Es entonces que ella autoriza la venta de la empresa a Zalinsky para hacer un dinero rápido.
En el camino, la ansiedad social de Tommy, su hiperactividad, y también en gran medida a su estupidez, impide que numerosos compradores potenciales se muestren interesados en los productos de la compañía Callahan. La falta de cualquier progreso conduce a la tensión entre Tommy y Richard, Tommy debido a las constantes quejas y recriminaciones de Richard sugiere que sea él quien hable con los compradores interesados, a lo cual este acepta de forma altanera aduciendo el hecho de que le va demostrar como es que un verdadero vendedor debe hablar ante sus futuros clientes, sin embargo y después de conversar con otro comprador fracasa estrepitosamente debido a su actitud confiada y arrogante, generando la molestia del cliente sobre la base de su falta de tacto y simpatía a la hora de cerrar el trato. Además, el dúo encuentra una variedad de incidentes que conducen a la casi destrucción del coche de Richard (un venado que habían atropellado destruye gran parte del coche a modo de venganza). Cuando todo parece perdido, Tommy persuade a una camarera maleducada a servirle unas pechugas de pollo, después de que la cocina se cerrase. Richard se da cuenta de que Tommy tiene la capacidad de leer a la gente, al igual que su padre, y sugiere que es así como debe vender. Los dos reparan su amistad y comienzan a vender con eficacia a numerosas plantas automotoras, consiguiendo finalmente vender sobre la marca del medio millón impuesta por el banco para salvar la compañía.
Sin embargo Paul quien está al tanto del trato hecho por Tommy, sabotea las computadoras de la compañía, causando que las ventas publicadas por la gerente de ventas Michelle Brock (Julie Warner) sean perdidas o reencaminadas. Con la mitad de las ventas canceladas ahora, el banco no le queda más opción que considerar a Callahan Auto en bancarrota, dejando a los accionistas con la única posibilidad de recuperar lo invertido sea vender la fábrica a Zalinsky. Beverly y Paul aprueban la venta de Callahan Auto a Zalinsky. Esperando que puedan persuadir a Zalinsky para que reconsidere, Tommy y Richard viajan a Chicago, abordando un avión fingiendo ser auxiliares de vuelo. En Chicago, tienen una breve reunión con Zalinsky, en la cual él les dice que quiere la compañía Callahan sólo para el nombre de la marca, no los empleados, y que después de la venta disolverá la compañía, dejando a los trabajadores de la localidad de Sandusky desamparados.
A Tommy y a Richard se les niega la entrada a la sala de juntas de Zalinsky ya que Tommy no tiene derecho de opinión (sus acciones han sido legadas al banco debido al aparente fracaso). Después de revolcarse brevemente en la acera en autocompasión, Michelle llega con los registros de policía de Beverly y Paul, contándoles a ambos que ellos no son parientes debido a que ella los vio en el aeropuerto besándose cuando ella planeaba salir de la ciudad rumbo a Cuyahoga Falls luego de haber renunciado a causa de su aparente error en la computadora. Tommy concibe un plan: vestido como un atacante suicida utilizando unas bengalas robadas, atrae la atención de un equipo de noticias de televisión en vivo y luego, junto con Michelle y Richard, fuerza su camino de regreso a la sala de juntas. De vuelta a Sandusky, los trabajadores de Callahan ven el drama en una televisión. En un movimiento final de pura persuasión e inspiración, Tommy cita el propio eslogan publicitario de Zalinsky, que su empresa está del lado del «trabajador americano». Mientras que la audiencia de la TV mira, Zalinsky firma la orden de compra de Tommy para 500 000 repuestos de freno. Aunque Zalinsky dice que la orden de compra carece de sentido ya que pronto poseerá Callahan Auto, Michelle revela los registros policiales, que incluyen la orden de aprensión de Paul por el fraude. Puesto que Paul es el verdadero esposo de Beverly, su matrimonio con Big Tom era bigamia y por lo tanto ilegítimo. Ergo, la herencia de Beverly es anulada y siendo Tommy el pariente más cercano al fallecido, queda él como el legítimo heredero de Big Tom. Puesto que Tommy no quiere vender las acciones, el acuerdo con Zalinsky queda cancelado, y dado que Tommy todavía mantiene la orden de compra de Zalinsky, la compañía se salva. Paul intenta escapar pero es arrestado. Zalinsky admite que Tommy lo superó y honra la gran orden de venta. Más tarde, Tommy asume la presidencia de Callahan Auto Parts, dando un discurso a los empleados que la puerta está siempre abierta a ellos. La película termina con Tommy a la deriva en su bote en un lago (en la película esta situación ya había acontecido), diciéndole al espíritu de su padre que continuará su legado en Callahan pero que necesita urgentemente que esta vez una fuerte brisa lo empuje para ir a la playa para cenar con la familia de Michelle. Finalmente y escuchando el pedido de su hijo, una fuerte brisa empuja el bote de Tommy a la orilla del lago, provocando la alegría del protagonista aunque posteriormente el mástil le golpea en el rostro debido a la misma brisa que había solicitado.

## Reparto
- Chris Farley interpreta al protagonista de la película, Thomas «Tommy» Callahan III, quien es el hijo del presidente de la empresa vendedora de repuestos de automóviles «Callahan Auto», una de las más importantes en su rubro. A diferencia de su padre Tommy no tiene la misma brillantez y sagacidad que su padre a la hora de hacer negocios, sin embargo al volver a casa luego de estar 7 años en la Universidad Marquette su padre le ofrece un puesto de trabajo en la fábrica como ejecutivo, esto pese a la reputación que poseía su primogénito frente a sus pares. Además del empleo su padre le anuncia su compromiso con Beverly Barish una entrenadora que conoció en un campamento para bajar de peso, luego del matrimonio y en plena celebración su padre fallece inesperadamente debido a un infarto. Es en este momento que el banco renuncia a las promesas de un préstamo para una nueva división y busca el pago inmediato de las deudas que tiene la fábrica, para salvar la empresa Tommy decide ceder al banco sus acciones heredadas y su casa a cambio de obtener el préstamo. Después Tommy se embarca junto con Richard en un viaje por el país para vender 500 000 repuestos de freno.[16][17][18][19]

- David Spade interpreta a Richard Hayden, es el asistente y protegido de Thomas «Big Tom» Callahan Jr. presidente de la empresa «Callahan Auto», es un hombre algo arrogante y apático sin embargo posee un conocimiento que solo se puede comparar al de «Big Tom». Luego de la muerte del presidente en la celebración de su boda, Richard decide viajar junto con Tommy por el país para vender 500 000 repuestos de freno, además de tratar de enseñarle a su inepto acompañante los gajes del oficio.[16][17][18][20]

- Rob Lowe interpreta a Paul Barish, quién en un comienzo de la película se presenta como el hijo de Beverly Barish, sin embargo con el transcurso del film se descubre que en realidad es su marido y que ambos son una pareja que se proponía estafar a la familia Callahan, consiguiendo el divorcio de «Big Tom» para así tomar la mitad de su propiedad. Debido a la inesperada muerte de «Big Tom» los planes cambian por lo que Beverly propone vender la empresa a Ray Zalinsky para hacer un dinero rápido mientras las acciones de la compañía aún son altas.[16][17][18][21]

- Bo Derek interpreta a Beverly Barish, ella era una de las entrenadoras del campamento en el cual «Big Tom» planeaba bajar de peso, luego de que este le propusiera matrimonio ella le presenta a su hijo llamado Paul —posteriormente se descubre que en realidad es su marido—, después en la celebración de la boda «Big Tom» fallece de un infarto ante todos sus invitados, por lo cual Beverly hereda las acciones mayoritarias que «Big Tom» tenía en la empresa. Es en este momento que ella revela su verdadero plan, tenía pensado junto con Paul usar el casamiento para estafar a la familia Callahan, sin embargo tras su muerte —y viendo el interés de Ray Zalinsky por comprar la compañía— ella decide vender la fábrica a Zalinsky para así hacer de todas formas una considerable cantidad de dinero.[16][17][18][22]

- Dan Aykroyd interpreta a Ray Zalinsky, es el dueño de «Zalinsky Auto Parts» empresa rival de «Callahan Auto» en el rubro automotor. Después de la inesperada muerte de «Big Tom», Zalinsky planea comprar la compañía de los Callahan para usar el prestigio de la misma, sin embargo a él no le interesan los empleados del pueblo de Sandusky por lo que ellos se quedarían sin empleo, siendo este un gran problema ya que la empresa automotriz es la principal fuente de trabajo de los habitantes de esta ciudad de Ohio. Posee un peculiar eslogan en sus comerciales transmitidos por la televisión en el cual irónicamente dice que su empresa está del lado del «trabajador americano».[16][17][18][23]

- Brian Dennehy interpreta a Thomas «Big Tom» Callahan Jr., es el dueño de «Callahan Auto» y padre de Tommy. Es un hombre físicamente corpulento por lo que para cambiar su estado físico decide entrar a un campamento para bajar de peso, lugar en el cual conoce a Beverly y de la que queda enamorado, tanto así que le propone matrimonio. Al regreso de Tommy de la universidad esté le entrega un cargo de ejecutivo en la compañía familiar, esto a pesar de la reputación que poseía su primogénito frente a sus pares además de haber personas mucho más competentes, como por ejemplo Richard su protegido. Además le anuncia a Tommy su compromiso con Beverly por lo cual ambos quedan felices, sin embargo después de la boda «Big Tom» fallece de manera sorpresiva de un infarto, por lo cual Tommy y Richard deben viajar por el país para salvar la compañía de las deudas morosas dejadas por el fallecido.[16][17][18][24]

- Julie Warner interpreta a Michelle Brock, ella es una antigua compañera de escuela de Tommy que trabaja en «Callahan Auto» como la encargada de realizar y anotar los envíos que piden los clientes de la compañía para obtener repuestos de freno de automóviles. Ella suele tener una actitud rebelde y atrevida, situación que se contradice con su aspecto físico. Después de la muerte «Big Tom» Michelle trata de consolar a Tommy, dándole palabras de animo confiando de forma auténtica en su capacidad para dirigir la empresa. Cuando Tommy y Richard se embarcan en el viaje para vender 500 000 repuestos de freno, Michelle se transforma en el principal apoyo moral de Tommy —por no decir el único— siendo ella la encargada de anotar los pedidos de los nuevos clientes conseguidos por Tommy y Richard en su computadora.[16][17][18][25]

### Doblaje
El doblaje para Latinoamérica se realizó en México.
| Doblaje                       | Doblaje                  | Doblaje           | Doblaje        |
| Personaje                     | Voz original (en inglés) | Voz en español    | Voz en español |
| Personaje                     | Voz original (en inglés) | (Latinoamérica)   | España         |
| ----------------------------- | ------------------------ | ----------------- | -------------- |
| Thomas «Tommy» Callahan III   | Chris Farley             | Humberto Vélez    | Gonzálo Durán  |
| Richard Hayden                | David Spade              | Ernesto Lezama    | José Luis Gil  |
| Ray Zalinsky                  | Dan Aykroyd              | Emilio Guerrero   | Luis Varela    |
| Thomas «Big Tom» Callahan Jr. | Brian Dennehy            | Blas García       | Jesús Nieto    |
| Beverly Barish                | Bo Derek                 | Nancy McKenzie    | Paloma Escola  |
| Michelle Brock                | Julie Warner             | Mónica Villaseñor | ???            |
| Paul Barish                   | Rob Lowe                 | ???               | Luis Reina     |

## Música
Las canciones de la película fueron lanzadas al mercado a través de Warner Bros. Records, el 4 de abril de 1995. Como dato curioso, el álbum de la banda sonora no fue lanzado por Tommy Boy Records (una subsidiaria de Warner Bros. en aquel tiempo). Sobre la banda sonora Stephen Thomas Erlewine de Allmusic escribió que, «Tommy Boy es una colección de temas estándar de rock alternativo mediocre, que no tiene cortes distintivos, a pesar de que tiene nombres de grandes bandas como R.E.M.».

### Lista de temas
| Lista de temas de Tommy Boy | Lista de temas de Tommy Boy                                 | Lista de temas de Tommy Boy |
| --- | ----------------------------------------------------------- | --------------------------- |
| \| # \| Nombre \| Intérprete \| \| --- \| ----------------------------------------------------------- \| ------------------------ \| \| 1. \| "I Love It Loud" \| Phunk Junkeez \| \| 2. \| "Graduation" \| David Spade \| \| 3. \| "Silver Naked Ladies" \| Paul Westerberg \| \| 4. \| "Lalaluukee" \| Chris Farley \| \| 5. \| "Call On Me" \| Primal Scream \| \| 6. \| "How Do I Look?" \| David Spade \| \| 7. \| "Wait For The Blackout" \| The Goo Goo Dolls \| \| 8. \| "Bong Resin" \| David Spade \| \| 9. \| "My Hallucination" \| Tommy Shaw y Jack Blades \| \| 10. \| "Air" \| Seven Day Diary \| \| 11. \| "Fat Guy In Little Coat" \| Chris Farley \| \| 12. \| "Superstar" \| The Carpenters \| \| 13. \| "Jerk Motel" \| David Spade \| \| 14. \| "Is Chicago, Is Not Chicago" \| Soul Coughing \| \| 15. \| "My Pretty Little Pet" \| Chris Farley \| \| 16. \| "Come On Eileen" \| Dexys Midnight Runners \| \| 17. \| "It's the End of the World as We Know It (And I Feel Fine)" \| R.E.M. \| \| 18. \| "Eres Tú" \| Mocedades \| \| 19. \| "Housekeeping" \| David Spade \| \| 20. \| "My Lucky Day" \| Smoking Popes \| |                                                             |                             |
| # | Nombre                                                      | Intérprete                  |
| 1. | "I Love It Loud"                                            | Phunk Junkeez               |
| 2. | "Graduation"                                                | David Spade                 |
| 3. | "Silver Naked Ladies"                                       | Paul Westerberg             |
| 4. | "Lalaluukee"                                                | Chris Farley                |
| 5. | "Call On Me"                                                | Primal Scream               |
| 6. | "How Do I Look?"                                            | David Spade                 |
| 7. | "Wait For The Blackout"                                     | The Goo Goo Dolls           |
| 8. | "Bong Resin"                                                | David Spade                 |
| 9. | "My Hallucination"                                          | Tommy Shaw y Jack Blades    |
| 10. | "Air"                                                       | Seven Day Diary             |
| 11. | "Fat Guy In Little Coat"                                    | Chris Farley                |
| 12. | "Superstar"                                                 | The Carpenters              |
| 13. | "Jerk Motel"                                                | David Spade                 |
| 14. | "Is Chicago, Is Not Chicago"                                | Soul Coughing               |
| 15. | "My Pretty Little Pet"                                      | Chris Farley                |
| 16. | "Come On Eileen"                                            | Dexys Midnight Runners      |
| 17. | "It's the End of the World as We Know It (And I Feel Fine)" | R.E.M.                      |
| 18. | "Eres Tú"                                                   | Mocedades                   |
| 19. | "Housekeeping"                                              | David Spade                 |
| 20. | "My Lucky Day"                                              | Smoking Popes               |

A continuación viene otra lista de canciones que también figuran en la película, pero que no aparecen en la banda sonora de la misma.
| Otros temas que aparecen en Tommy Boy | Otros temas que aparecen en Tommy Boy         | Otros temas que aparecen en Tommy Boy |
| --- | --------------------------------------------- | ------------------------------------- |
| \| # \| Nombre \| Intérprete \| \| -- \| --------------------------------------------- \| ---------------------------- \| \| 1. \| "What'd I Say" \| Chris Farley y Brian Dennehy \| \| 2. \| "Maniac" \| Michael Sembello \| \| 3. \| "Ain't Too Proud to Beg" \| Louis Price \| \| 4. \| "Amazing Grace" \| Royal Scots Dragoon Guards \| \| 5. \| "Crazy" \| Patsy Cline \| \| 6. \| "I'm Sorry" \| Brenda Lee \| \| 7. \| "Ooh Wow" \| Buckwheat Zydeco \| \| 8. \| "The Future's So Bright, I Gotta Wear Shades" \| Timbuk 3 \| \| 9. \| "The Merry-Go-Round Broke Down" \| \| |                                               |                                       |
| # | Nombre                                        | Intérprete                            |
| 1. | "What'd I Say"                                | Chris Farley y Brian Dennehy          |
| 2. | "Maniac"                                      | Michael Sembello                      |
| 3. | "Ain't Too Proud to Beg"                      | Louis Price                           |
| 4. | "Amazing Grace"                               | Royal Scots Dragoon Guards            |
| 5. | "Crazy"                                       | Patsy Cline                           |
| 6. | "I'm Sorry"                                   | Brenda Lee                            |
| 7. | "Ooh Wow"                                     | Buckwheat Zydeco                      |
| 8. | "The Future's So Bright, I Gotta Wear Shades" | Timbuk 3                              |
| 9. | "The Merry-Go-Round Broke Down"               |                                       |

## Recepción

### Recaudación
Tommy Boy fue estrenado el 31 de marzo de 1995 y recaudó 8 000 000 de dólares en su primer fin de semana, terminando primero en la taquilla. Eventualmente las ganancias del film bajaron hasta quedar fuera del Top 20 dentro de siete semanas de su estreno. La película tuvo una taquilla total de 32 700 000 de dólares.

### Crítica

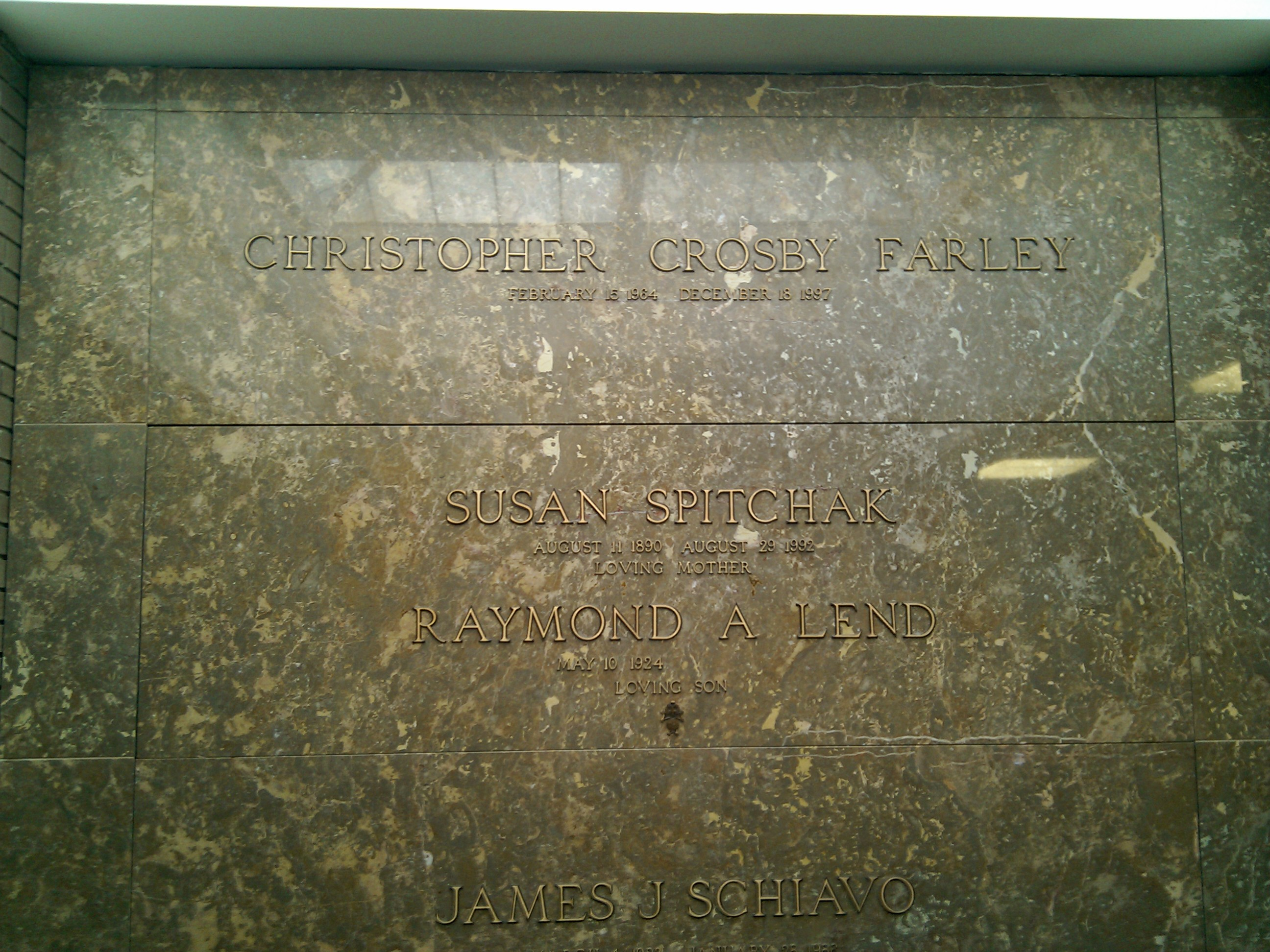
Farley se sintió particularmente herido por las duras reacciones y críticas a Tommy Boy, una película que según sus más cercanos le había encantado hacer.

Tommy Boy recibió críticas mixtas por parte de la prensa en su estreno. Rotten Tomatoes califica la película en 44%, basada en 41 revisiones, el sitio web escribe del film al respecto diciendo que «Aunque se beneficia de los encantos cómicos de sus dos protagonistas, Tommy Boy se siente a menudo como un sketch familiar muy estirado.»
Kevin Thomas del diario Los Angeles Daily News dio a la película una revisión positiva, llamándola «de naturaleza dulce ...» y una «película que genera una buena risa de vientre.» Brian Webster de la Sociedad de Críticos de Cine en Línea también reseñó la película positivamente, diciendo que la película agradaría a los fanes de Farley. Dan Marcucci y Nancy Serougi de Broomfield Enterprise dijeron que la película encontró a Farley «en su mejor momento», y Scott Weinberg de DVDTalk.com dijo que era «bastante divertido.»
Entre las críticas negativas, el crítico de cine de Chicago Sun-Times Roger Ebert escribió: «Tommy Boy es una de esas películas que es como una explosión en la fabricación del guion. Casi uno se puede imaginar a un chico de oficina desconcertado, su rostro manchado de hollín, vagando por las ruinas y rescatando páginas al azar. Lástima que no los envió por correo a la compañía de seguros en lugar de filmarlos.» La película está en la lista de los films «más odiados» de Ebert. Caryn James de The New York Times escribió que la película era «el primo muy pobre de una tonta película de Jim Carrey.» Owen Gleiberman calificó la película con una "C", en una escala de A + siendo esta la mejor puntuación, a F siendo esta la peor, y Ken Hanke de Mountain Xpress dijo que no era «nada genial.» Bo Derek fue nominada para un Premio razzie en la categoría de peor actriz de reparto.

### Premios y nominaciones

#### Premios Golden Raspberry
| Categoría              | Persona  | Resultado |
| ---------------------- | -------- | --------- |
| Peor actriz de reparto | Bo Derek | Nominada  |

#### MTV Movie Awards
| Categoría             | Persona                    | Resultado |
| --------------------- | -------------------------- | --------- |
| Mejor dúo en pantalla | Chris Farley y David Spade | Ganadores |